# اسوالت بولکه
اسوالد بلکه (آلمانی: Oswald Boelcke؛ زاده ۱۹ مهٔ ۱۸۹۱ درگذشته ۲۸ اکتبر ۱۹۱۶) موفق‌ترین خلبان تک‌خال در جنگ جهانی اول اهل آلمان بود. احکام بلکه را او نوشته‌است.